# Episodi di Reno 911! (terza stagione)
La terza stagione della serie televisiva Reno 911!, composta da 13 episodi, è stata trasmessa negli Stati Uniti, da Comedy Central, dal 14 giugno al 6 settembre 2005.
In Italia la stagione è stata trasmessa su Paramount Comedy e Comedy Central dal 23 aprile al 2 giugno 2007.
| nº | Titolo originale                | Titolo italiano               | Prima TV USA     | Prima TV Italia |
| -- | ------------------------------- | ----------------------------- | ---------------- | --------------- |
| 1  | Released from Prison            | Dentro e fuori dalla prigione | 14 giugno 2005   | 23 aprile 2007  |
| 2  | Revenge of Mike Powers          | Alla ricerca di Mike Powers   | 21 giugno 2005   | 23 aprile 2007  |
| 3  | Cop School                      | La nuova recluta              | 28 giugno 2005   | 30 aprile 2007  |
| 4  | SARS Outbreak                   | SARS                          | 5 luglio 2005    | 30 aprile 2007  |
| 5  | Fastest Criminal in Reno        | Un signor criminale           | 12 luglio 2005   | 12 maggio 2007  |
| 6  | The Prefect of Wanganui         | Arriva il grande capo         | 19 luglio 2005   | 12 maggio 2007  |
| 7  | ...And the Installation Is Free | E l'installazione è gratuita  | 26 luglio 2005   | 19 maggio 2007  |
| 8  | Clemmy Marries a Dead Guy       | Il re delle piscine           | 2 agosto 2005    | 19 maggio 2007  |
| 9  | Garcia's Secret Girlfriend      | Operazione Garcia             | 9 agosto 2005    | 26 maggio 2007  |
| 10 | Dangle's Son                    | Un Hummer nuovo di zecca      | 16 agosto 2005   | 26 maggio 2007  |
| 11 | CSI: Reno                       | C.S.I. - Reno                 | 23 agosto 2005   | 2 giugno 2007   |
| 12 | Naked Stake-Out                 | A chiappe nude nel parco      | 30 agosto 2005   | 2 giugno 2007   |
| 13 | Wiegel and Craig Get Married    | Nessuno tocchi Craig          | 6 settembre 2005 | 2 giugno 2007   |